# Фатх-Аллах Имад аль-Мульк
Фатх-Аллах Имад аль-Мульк (? — 1504) — первый султан Берара и основатель династии Имад-шахов (1490—1504).

## Биография
По происхождению — индус. Родился в Канаресе. Он был захвачен в детстве в плен во время военного похода Бахманийского султаната против Виджаянагарской империи и воспитан в исламе. Благодаря влиянию первого министра Бахманийского султаната Махмуда Гавана Фатх-Аллах добился чина офицера по командованию войсками (сарласкар) города Берар и получил титул Имад-уль-Мульк. Служил под командованием наместника Берара Абд ал-Кадира Ханджа-хана. Позднее занимал должность наместника крепости Гавилгад.
Вскоре после того, как Малик Ахмад Низам-шах I провозгласил независимость Ахмаднагарского султаната в 1490 году, Фатх-Аллах Имад-аль-Мульк провозгласил себя султаном Берара. Он основал свою столицу в Элличпуре и приступил к присоединению Махура к своему новому султанату. Он также укрепил крепости Гавилгад и Нарнала.
В 1504 году ему наследовал его старший сын Ала-ад-дин Имад-шах.